# Strembo
Strembo (deutsch veraltet: Stremben) ist eine italienische Gemeinde (comune) mit 583 Einwohnern (Stand am 31. Dezember 2023) in der Provinz Trient, Region Trentino-Südtirol. Die Gemeinde liegt etwa 28,5 Kilometer westnordwestlich von Trient an der Sarca im Rendenatal und gehört zur Talgemeinschaft Comunità delle Giudicarie

## Verkehr
Durch die Gemeinde führt die Strada Statale 239 di Campiglio von Dimaro nach Tione di Trento. 